# جوديث بيلي
جوديث بيلي (بالإنجليزية: Judith Margaret Bailey)‏ هي ملحنة بريطانية، ولدت في 18 يوليو 1941.

## وصلات خارجية
- الموقع الرسمي
- جوديث بيلي على موقع ميوزك برينز (الإنجليزية)